# Will You Be There
Will You Be There è una canzone scritta, composta ed interpretata dal cantante statunitense Michael Jackson, pubblicata il 28 giugno 1993 come ottavo singolo estratto dall'album Dangerous del 1991. La canzone fece anche da tema portante della colonna sonora del film Free Willy - Un amico da salvare (1993) prodotta dallo stesso Jackson con la sua etichetta MJJ Music.
La canzone riscosse un grande successo entrando nella top ten della classifica generale di Billboard alla posizione numero 7 e raggiungendo anche le prime posizioni in altri Paesi come la numero 2 in Nuova Zelanda e la numero 3 nei Paesi Bassi. Il singolo venne inoltre premiato dalla RIAA con un Disco di platino per vendite superiori al milione nei soli Stati Uniti. Ricevette anche un MTV Movie Award nel 1994 come "Miglior canzone tratta da un film".
Il brano è stato successivamente ripubblicato in varie raccolte e cofanetti, rispettivamente: nell'album The All Time Greatest Movie Songs Vol. 1, distribuito dalla Sony nel 1999; nel box set The Ultimate Collection del 2004; nella raccolta The Essential del 2005; come lato B del singolo Heal The World, nel cofanetto in edizione limitata Visionary: The Video Singles, del 2006; in diverse versioni della raccolta King Of Pop del 2008; in versione remix nell'Edizione Deluxe dell'album Immortal del 2011.

## Descrizione

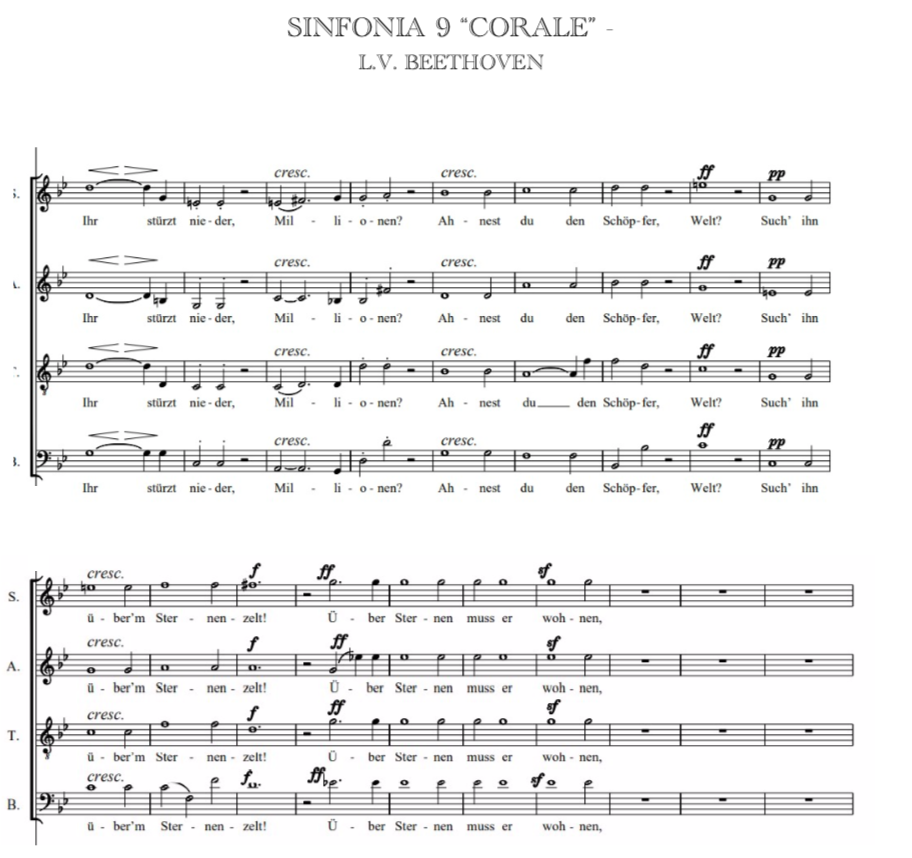
La parte della Sinfonia n. 9 di Beethoven scelta come preludio al brano Will You Be There nell'album Dangerous

La canzone, che è introdotta nella versione album con un estratto della Sinfonia n. 9 di Beethoven eseguita dall'Orchestra di Cleveland, inizia con un coro di voci bianche e una melodia al pianoforte ed è arricchita da dei cori gospel interpretati dall'Andraé Crouch Choir, che avevano già lavorato precedentemente con Jackson nella canzone Man in the Mirror dell'album Bad del 1987 e che appaiono nell'album Dangerous anche nella canzone Keep the Faith. Will You Be There è una preghiera di conforto e forza per la capacità di superare gli ostacoli, dove l'artista confessa anche le sue debolezze e i suoi dubbi.
Nel 2003, durante il documentario Living with Michael Jackson, il cantante dichiarò di aver scritto Will You Be There ed altre sue canzoni, ispirandosi seduto sopra il ramo di un suo enorme albero del Neverland Ranch, che l'artista chiamava "giving tree" (l'albero "donatore") perché Jackson riteneva che tale albero lo ispirasse nello scrivere nuove canzoni.

## Accusa di plagio
Nel 1992 il cantante italiano Albano Carrisi denunciò Michael Jackson poiché riteneva che la canzone Will You Be There fosse un plagio della sua I cigni di Balaka. A seguito di ciò, l'album Dangerous (che conteneva la canzone) venne sequestrato in tutta Italia dalla pretura civile di Roma, con un'ordinanza del 21 dicembre del 1994 revocata in seguito dalla prima sezione del Tribunale; dopo aver espresso la sua disponibilità ad essere interrogato in merito in Italia, Jackson nel 1997 si presentò al processo in corso a Roma, nell'aula numero cinque della Pretura di piazzale Clodio, rispondendo alle domande delle due parti. Inizialmente i periti stabilirono che le due canzoni avevano 37 note di seguito identiche nel ritornello, e quindi il plagio sussisteva; Jackson venne condannato a pagare quattro milioni di lire di multa, ma non venne esaudita la richiesta di Carrisi di ricevere come indennizzo per i danni subiti cinque miliardi di lire.
Una sentenza successiva della Corte di appello civile di Milano stabilì infine che entrambi i cantanti si erano ispirati alla canzone del 1939, sprovvista di copyright, Bless You For Being An Angel degli Ink Spots, nonché ad una melodia del compositore russo Sergej Sergeevič Prokof'ev. Questo gruppo, in voga negli anni '30, si era a sua volta ispirato ad una musica tradizionale dei Nativi Americani, circostanza che Albano ha sempre smentito.
La Corte di appello civile di Milano stabilì inoltre che Albano dovesse pagare le spese processuali.
Nonostante Al Bano avesse perso, la notizia non fece alcuno scalpore, infatti giornalisti e addetti ai lavori continuarono a dichiarare che fosse stato Michael Jackson ad aver perduto e condannato alla multa di 4 milioni di dollari. Lo stesso Al Bano a distanza di anni continua a negare di aver perso il processo, seppur specificando di non aver mai pensato di essere stato plagiato da Michael Jackson in persona, ma da qualcuno dei suoi collaboratori.
Nella prima udienza il pretore civile Domenico Bonaccorsi convocò anche il maestro Ennio Morricone per chiarire se vi fosse plagio o meno.

## Promozione

### Esibizioni dal vivo

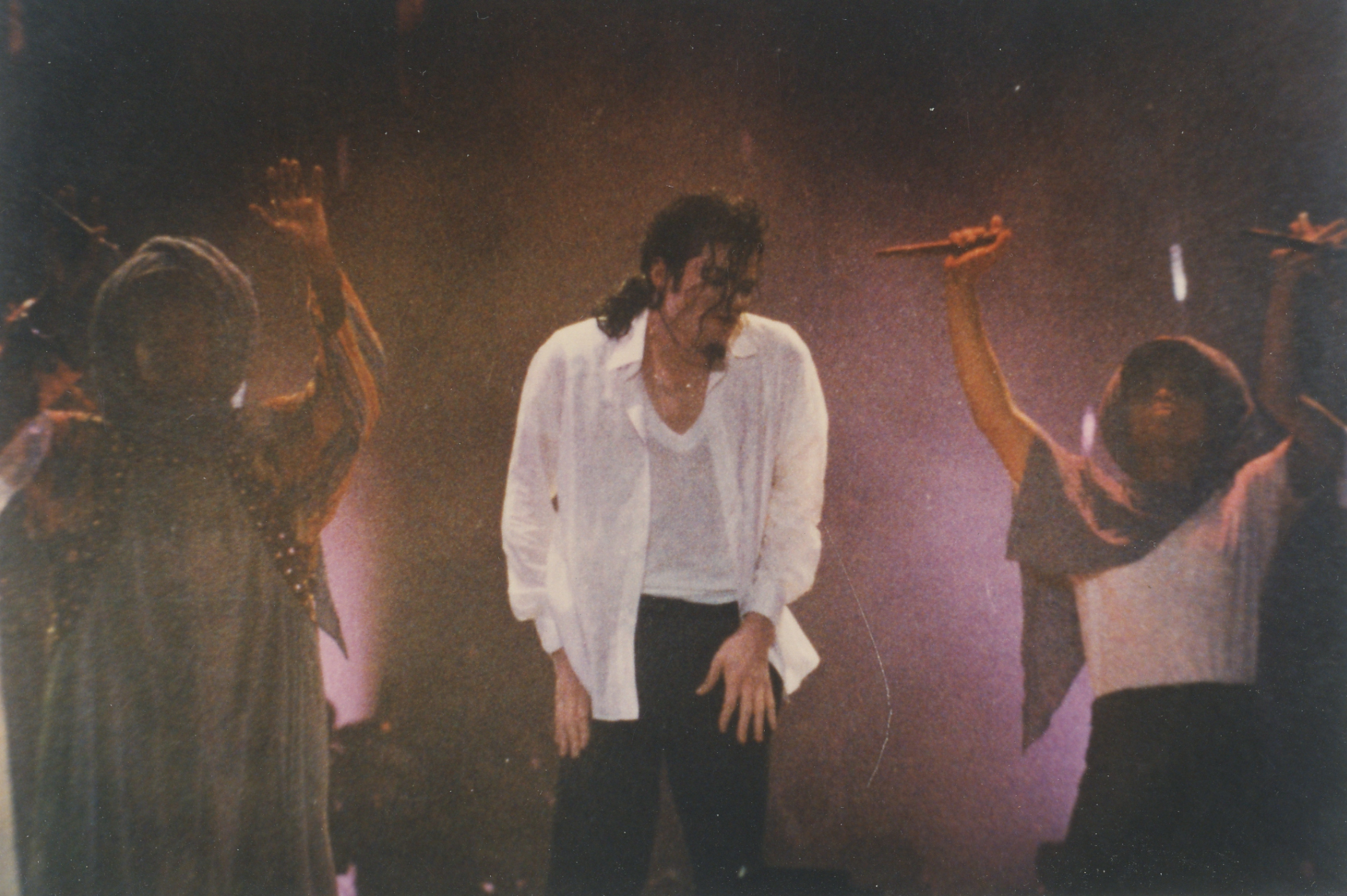
Michael Jackson si esibisce in Will You Be There il 6 luglio 1992 a Monza durante il Dangerous World Tour

Jackson si è esibito nella canzone per la prima volta nello special televisivo registrato per festeggiare i 10 anni dalla nascita di MTV, intitolato MTV 10th Anniversary Special, e mandato in onda il 27 novembre del 1991 (un giorno dopo la pubblicazione mondiale dell'album Dangerous). Durante la performance, l'artista è apparso circondato da diversi cori gospel e un coro di bambini e sul finale venne raggiunto sul palco da una ballerina afroamericana vestita da angelo, che venne calata sul palco con dei cavi, che cingeva Jackson con le sue ali alla fine dell'esibizione.

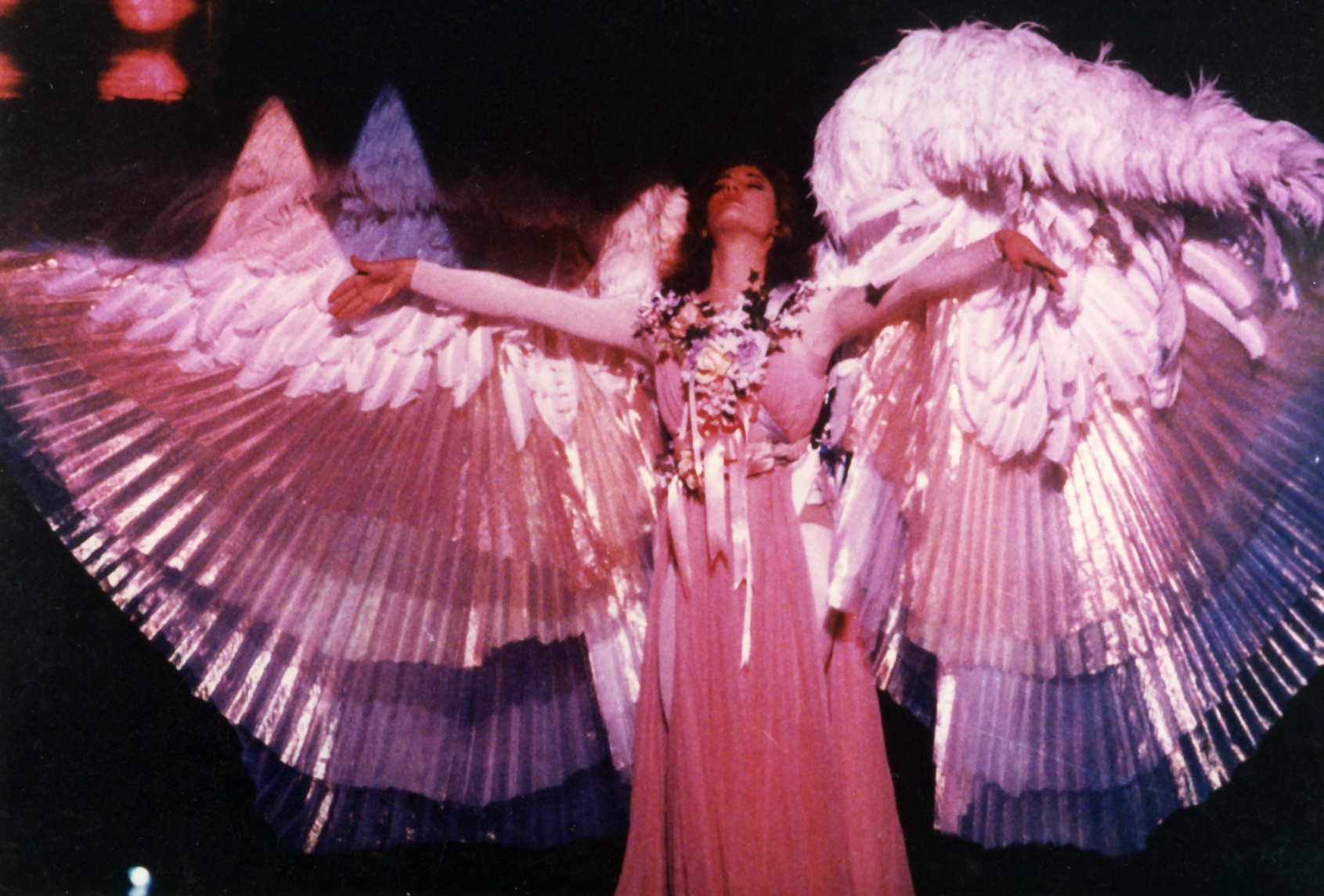
La ballerina con le ali da angelo che abbracciava Jackson alla fine della performance

La canzone venne eseguita in seguito nei concerti del suo Dangerous World Tour del 1992-1993. Nella prima serie di concerti del 1992, alla fine della canzone Jackson veniva raggiunto di nuovo da una ballerina vestita da angelo che lo circondava con le sue enormi ali.
Nel 1993, Jackson si esibì in un piccolo snippet live del pezzo assieme a Patti Labelle e Daryl Coley alla premiazione NAACP Image Awards 1993.
Jackson provò la canzone anche per il suo residency show del 2009, This Is It, che era stato inizialmente previsto a Londra e successivamente cancellato dopo la morte del cantante. Il 7 luglio 2009, la canzone è stata interpretata al suo memorial service e funerale pubblico ed eseguita in suo tributo dalla cantante Jennifer Hudson e dai ballerini del This Is It.

### Cinema
La canzone venne utilizzata come tema portante del lungometraggio Free Willy - Un amico da salvare, che uscì negli Stati Uniti il 16 luglio 1993, 18 giorni dopo la pubblicazione del singolo. Il successo della pellicola, che con 20 milioni di dollari di budget ne incassò oltre 150 in tutto il mondo, contribuì a fare promozione al singolo che raggiunse così la posizione numero 7 nella classifica statunitense di Billboard.

## Videoclip
Esistono tre versioni diverse del videoclip:

### Il primo video (1993)
Il primo video, diretto da Vincent Paterson, alternava delle scene del film Free Willy - Un amico da salvare, ad altre dell'artista mentre si esibiva dal vivo nel pezzo durante il suo Dangerous World Tour. Questa versione è stata pubblicata come extra solo in alcuni DVD e Blu-ray del film Free Willy, come la versione uscita nel 2003 per celebrare il 10º anniversario del film, e sul canale ufficiale YouTube del cantante, ricevendo la certificazione Vevo.

### Versione diDangerous: The Short Films(1993)
Una seconda versione alternativa del video venne realizzata utilizzando principalmente la performance live di Jackson che interpretava il pezzo nel novembre 1991 nello special TV per il 10º anniversario della rete musicale MTV. Tale versione venne pubblicata per la prima volta nella raccolta di video dell'album Dangerous uscita su VHS e LaserDisc alla fine del 1993 ed intitolata Dangerous: The Short Films, successivamente ripubblicata anche su DVD.

### Versione diMichael Jackson's Vision(2010)
Nel 2010, nella raccolta video definitiva di Jackson intitolata Michael Jackson's Vision, venne pubblicata un'ulteriore versione del video che è un diverso montaggio della performance all'MTV 10th Anniversary del '91 con l'aggiunta di alcune immagini di fan di Jackson prese dai suoi tour.

## Tracce
Vinile 7" e audiocassetta
1. Will You Be There (Radio Edit) – 3:40
2. Will You Be There (Instrumental) – 3:40

Durata totale: 7:20
CD
1. Will You Be There (Radio Edit) – 3:40
2. Girlfriend – 3:04

Durata totale: 6:44
CD maxi e vinile 12"
1. Will You Be There (Radio Edit) – 3:40
2. Man in the Mirror – 5:15
3. Girlfriend – 3:04
4. Will You Be There (Album Version) – 7:40

Durata totale: 19:39

### Versioni ufficiali
1. Will You Be There (Album Version) – 7:40
2. Will You Be There (Radio/Single Edit) (presente nella colonna sonora del film Free Willy - Un amico da salvare e nella raccolta The Essential Michael Jackson) – 3:40
3. Will You Be There (Single Version - Miami Intro) (lato B del singolo Heal the World rimasterizzato del 2006 nel cofanetto Visionary - The Video Singles) – 5:22
4. Will You Be There (Instrumental) – 3:40
5. Will You Be There (Videoclip) (inclusa in Dangerous - The Short Films e, in versione leggermente diversa, in Michael Jackson's Vision. Contiene alcune scene tratte dall'esibizione del 1991 al 10º anniversario di MTV e altre dal Dangerous World Tour del 1992) – 6:06
6. Will You Be There (Videoclip, Free Willy Version (prima versione del videoclip. Contiene scene del film Free Willy - Un amico da salvare e del Dangerous World Tour) – 3:40

## Successo commerciale
La canzone rimase nella top 40 per più di sei settimane nel Regno Unito dove raggiunse il nono posto. Ha avuto anche molto successo negli USA dove, il 3 dicembre 1993, ha ricevuto un disco d'oro per aver venduto più di 500 000 copie in 6 mesi, rimanendo nella top 10 per 6 settimane e raggiungendo la posizione numero 7. In Europa si piazzò alla numero 3 della MTV European Top 20 e alla numero 13 della Eurochart Hot 100 Singles. Il singolo ha venduto oltre 2 milioni di copie in tutto il mondo. Dopo la morte di Michael Jackson, avvenuta il 25 giugno 2009, la canzone rientrò in tutte le principali classifiche mondiali, raggiungendo inoltre la numero 3 in Svizzera (un piazzamento superiore a quello della sua pubblicazione originale nel 1993) e la numero 10 nella classifica Digital Songs di Billboard. Nel 2018 è stato certificato disco di platino dalla RIAA per vendite superiori ad 1 milione di copie nei soli Stati Uniti.

## Classifiche

### Classifiche settimanali
| Classifica (1993)                | Posizione massima |
| -------------------------------- | ----------------- |
| Austria                          | 11                |
| Belgio (Fiandre)                 | 3                 |
| Canada                           | 6                 |
| Europa                           | 13                |
| Finlandia                        | 12                |
| Francia                          | 29                |
| Germania                         | 12                |
| Irlanda                          | 6                 |
| Nuova Zelanda                    | 2                 |
| Paesi Bassi                      | 3                 |
| Regno Unito                      | 9                 |
| Stati Uniti                      | 7                 |
| Stati Uniti (adult contemporary) | 5                 |
| Stati Uniti (pop)                | 3                 |
| Svizzera                         | 11                |
| Classifica (2009)                | Posizione massima |
| Australia                        | 42                |
| Austria                          | 19                |
| Danimarca                        | 14                |
| Germania                         | 26                |
| Italia                           | 32                |
| Nuova Zelanda                    | 29                |
| Paesi Bassi                      | 14                |
| Regno Unito                      | 51                |
| Stati Uniti (digital)            | 10                |
| Svezia                           | 22                |
| Svizzera                         | 3                 |

### Classifiche di fine anno
| Classifica (1993) | Posizione |
| ----------------- | --------- |
| Belgio (Fiandre)  | 20        |
| Canada            | 46        |
| Germania          | 45        |
| Nuova Zelanda     | 21        |
| Paesi Bassi       | 24        |
| Stati Uniti       | 47        |